# The Sixpounder

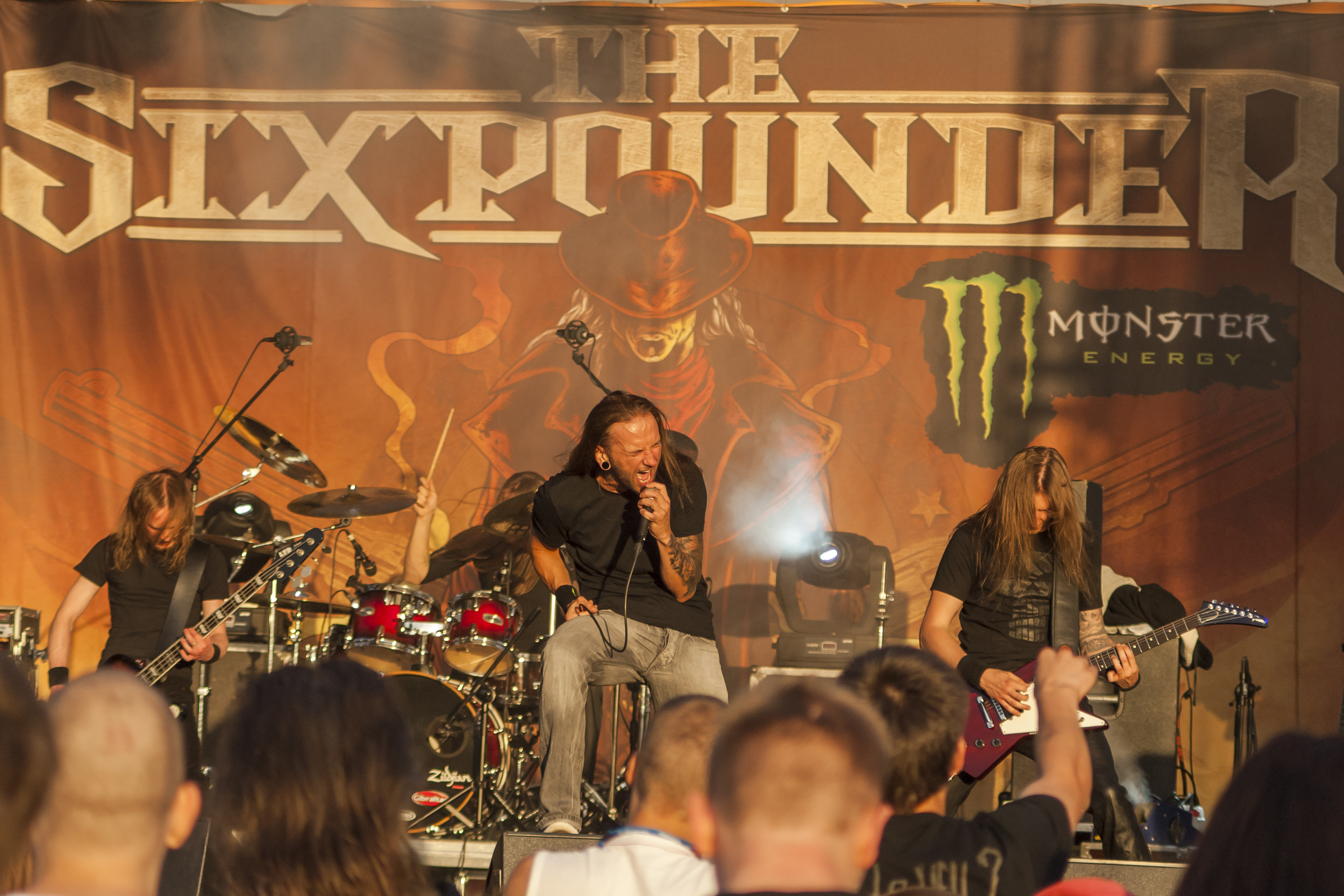
Zespół The Sixpounder podczas festiwalu Ursynalia (2014)

The Sixpounder – polski groove/melodic metalowy zespół z Wrocławia założony w 2006 roku. Przez dwa lata założyciele zespołu – Paweł Ostrowski oraz Filip Sałapa komponowali materiał oraz szukali odpowiednich muzyków. W 2008 roku w pełnym składzie zespół zaczął koncertować.
Poza występami na tak dużych festiwalach takich jak Wacken Open Air czy Przystanek Woodstock grupa ma na swoim koncie trasy z takimi zespołami jak: Vader i Acid Drinkers, dzielił również scenę z Behemoth, Decapitated, Soilwork, czy Parkway Drive oraz zagrał bezpośrednio przed Motörhead.
Sałapa oraz Ostrowski poprowadzili muzyczny flash na największym polskim portalu Onet.pl, zagrali akustycznie na żywo w audycji Michała Prokopowicza na antenie Antyradio, a ich muzyka jest puszczana nawet w tak klasycznej stacji jak Radio Zet GOLD i w popularnej, niemieckiej Metal Only.
Dzięki udziałowi Sałapy w The Voice of Poland Universal Music Group postanowił wydać Going To Hell? Permission Granted! (2011).
W 2014 roku zespół dostał się do półfinału VII edycji Must Be the Music
5 stycznia 2018 roku do kin wchodzi film Exterminator, do którego zespół skomponował trzy utwory ("Time to kill", "It’s Time To Kill" i "Figure It Out").
"Time to kill" to utwór przewodni całego filmu.

## Muzycy

### Aktualny skład
- Filip Sałapa (wokal)
- Paweł Ostrowski (gitara, gitara basowa)
- Artur Konarski (perkusja)
- Piotr Solnica (gitara)[3]

### Byli członkowie zespołu
- Maciej Rosik (2019)[3]
- Jarosław Grzeszczyk (2008-2016)[8]
- Krzysztof Olejniczak (2016-2018)
- Michał Woźniak (2008-2019)

## Dyskografia
- Promo EP (2010)
- Going To Hell? Permission Granted! (2011) – Universal Music
- The Sixpounder (2014) – BLACKENED ART / Universal Music
- True To Yourself (2016) – BLACKENED ART / Universal Music[1]
- Can We Fix The World? (2022)

## Festiwale (wybrane)
- Przystanek Woodstock (2017, 2014, 2017)[9][10]
- Metal Fest[11] (2013)
- Ursynalia (2013)
- Wacken Open Air (2010)[2]